# Pedro Eugenio Aramburu
Pedro Eugenio Aramburu (21 mei 1903 - 1 juni 1970) was een Argentijns militair, die president van Argentinië was tussen 1955 en 1958.
Aramburu kwam aan de macht na de militaire staatsgreep tegen Juan Perón in 1955. In 1958 liet Aramburu verkiezingen toe. Bij de volgende verkiezingen in 1963 was hij zelf presidentskandidaat voor de partij UDELPA en eindigde als derde. 
Op 29 mei 1970 werd Aramburu ontvoerd en op 17 juli werd zijn lijk teruggevonden in een verlaten landhuis. Zijn ontvoering en moord wekten grote beroering in Argentinië.
- Biblioteca Nacional de España: XX1326896
- Bibliothèque nationale de France: cb15073546q (data)
- Catàleg d'autoritats de noms i títols de Catalunya: 981058620243206706
- Gemeinsame Normdatei: 123488761
- International Standard Name Identifier: 0000 0000 2927 8760
- Library of Congress Control Number: n88611932
- Nationale Bibliotheek van Israël: 987007278593505171
- Nederlandse Thesaurus van Auteursnamen: 271502169
- Istituto Centrale per il Catalogo Unico: SBLV303026
- SNAC: w6kr1k4w
- Système universitaire de documentation: 080889913
- Virtual International Authority File: 55056393
- WorldCat: E39PBJyxm8WytmHGDc7gprJRrq